# Jokela vasútállomás
Jokela vasútállomás Finnországban,  településen található.

## Vasútvonalak
Az állomást az alábbi vasútvonalak érintik:
- Helsinki–Riihimäki-vasútvonal

## Kapcsolódó állomások
A vasútállomáshoz az alábbi állomások vannak a legközelebb:
- Saunakallio järnvägsstation (Helsinki Central, Helsinki–Riihimäki-vasútvonal, T Helsinki - Riihimäki, R Helsinki-Tampere)
- Hyvinkää vasútállomás (Riihimäki vasútállomás, T Helsinki - Riihimäki)
- Hyvinkää vasútállomás (Nokia vasútállomás, R Helsinki-Tampere)